# Военный музей Салоник
Военный музей Фессалоник (греч. Πολεμικό Μουσείο Θεσσαλονίκης) — военный музей в городе Фессалоники, Центральная Македония, Греция.

## Музей
Военный музей Фессалоник был открыт в октябре 2000 года. Расположен на Марсовом поле города, в здании построенном в 1900—1902 годах, по проекту архитектора Vitaliano Posseli.
Миссия музея состоит в поддержке деятельности Военного музея Афин в Северной Греции и в поддержке его мероприятий на севере страны, с целью сохранить историческую память и боевое наследство греков в Северной Греции. Посредством своей постоянной экспозиции и различных дарственных выставок, музей подчёркивает продолжение греческого рода на продолжение всей истории, и одновременно вносит свой вклад в документальном обеспечении истории Греции в войнах.
Постоянные коллекции освещают события, которые стали поворотными моментами в истории современной Греции с начала 20-го века до освобождения от германо-итало-болгарских оккупантов в конце Второй мировой войны. Они включают в себя фотографии, мундиры греческой армии, ВВС и ВМФ, макеты орудий и кораблей, произведения искусства, карты, почтовые открытки, и аналогичные экспонаты происходящие из армий других балканских стран.
Эти экспонаты освещают Греческую революцию, Борьбу за Македонию, Балканские войны, Первую мировую войну, Малоазийский поход греческой армии, Греко-итальянскую войну, Героическую оборону греческой армией в 1941 году Линии Метаксаса в Восточной Македонии, Критскую операцию, тройную германо-итало-болгарскую оккупацию Греции и Греческое сопротивление, участие греческой армии в союзных операциях в Северной Африке, Италии, и Нормандии, освобождение страны от оккупантов.
Кроме выставочных залов, Военный музей располагает амфитеатром, многоцелевым залом и богатой библиотекой исторических и военных публикаций. Все издания Министерства обороны, Департамента военной истории и Военного музея продаются в книжном магазине музея
Под открытым небом, перед зданием музея, расположены экспонаты бронетехники, самолётов и торпед.

## Галерея
- Артефакты из коллекции Николаоса Николтсоса
- Артефакты из коллекции Василиса Николтсоса
- Выставка картин